# Corel Designer
Der Corel Designer ist eine vektorbasierte Grafikbearbeitungssoftware. Der Designer stammt ursprünglich von der Firma Micrografx und wurde zuerst unter dem Produktnamen In-a-vision vertrieben. Erst ab der Version 3 wurde der Name Designer verwendet. Nach der Version 8 wurde Micrografx in iGrafx umbenannt und 2001 durch Corel aufgekauft. Das Programm wurde ab 2002 unter dem Update 9.02 als Corel Designer benannt. Zum Designer gehörte stets auch der Picture Publisher, ein rasterorientiertes Grafikprogramm, vergleichbar mit Corel Photo-Paint unter CorelDraw. Picture Publisher wurde auch als Einzelanwendung günstig an verschiedene OEM-Partner lizenziert, beispielsweise wurde es mit verschiedenen Webhostingpaketen angeboten oder lag den Treiber-CDs von Scannern oder Digitalkameras bei.
Die letzte von Micrografx hergestellte Version war 9.0 im Jahr 2001. Später wurde dieses Produkt bereits als Corel Designer 9.02 verkauft. Es wird noch häufig mit der Version 9.0 bzw. 9.02 gearbeitet, da viele erfahrene Anwender mit den von Corel in der neuen Version eingeführten Änderungen (v. a. dem CorelDraw ähnlichem Look and Feel) sowie z. B. dem unzureichenden dsf-Importfilter für die Öffnung und Bearbeitung von alten Dateien bis zur Version 9.0 (so fehlt z. B. der Import der einzelnen Ebenen) unzufrieden sind.
Corel vertreibt den Designer nicht als Einzelprodukt, sondern als CorelDraw Technical Suite im Paket zusammen mit der komplett enthaltenen CorelDraw Graphics Suite, sowie dem XVL Studio Corel Edition für die Nutzung von Konstruktionsdaten.
Dazu enthält die CorelDraw Technical Suite eine stark erweiterte Bibliothek mit ISO- und DIN-Normen entsprechenden technischen Symbolen, Vorlagen und zusätzliche Im- und Exportfiltern. Der Industriestandard DWG wird von der CorelDraw Technical Suite, ebenso wie CGM, in der jeweils aktuellen Form unterstützt.
Der Corel Designer eignet sich vor allem zur Erstellung von Technischen Zeichnungen und Technischen Illustrationen, bietet aber ebenso viele Funktionen für das Grafikdesign. Eine Reihe der in Designer enthaltenen Werkzeuge gibt es auch in CorelDraw; zudem enthält Designer technische Werkzeuge, etwa für die exakte Bemaßung. Ein Alleinstellungsmerkmal ist die Möglichkeit, direkt in frei definierbaren Parallel-Perspektiven zu arbeiten.

## Versionsgeschichte und Dateiformate
| Hersteller | Produktname      | Releasedatum | Versionsnummer | Dateierweiterung | Bezeichnung          |
| ---------- | ---------------- | ------------ | -------------- | ---------------- | -------------------- |
| Micrografx | In-a-vision      | 1986         |                | *.drw            | Draw                 |
| Micrografx | Designer 3.0     | 1990         |                | *.drw            | Draw                 |
| Micrografx | Designer 3.1     | 1992         |                | *.drw            | Draw                 |
| Micrografx | Designer 4.0     | 1993         |                | *.ds4            | Designer Version 4.0 |
| Micrografx | Designer 4.1     | Dez. 1994    |                | *.ds4            | Designer Version 4.1 |
| Micrografx | Designer 6.0     | Sept. 1995   |                | *.dsf            | Designer Format      |
| Micrografx | Designer 7.1     | Nov. 1997    |                | *.dsf            | Designer Format      |
| IGrafx     | Designer 8.0     | 2000         |                | *.dsf            | Designer Format      |
| Micrografx | Designer 9.0     | 2001         |                | *.dsf            | Designer Format      |
| Corel      | Designer 9.02    | 2002         |                | *.dsf            | Designer Format      |
| Corel      | Designer 10      | 2003         |                | *.des            | Designer             |
| Corel      | Designer 12      | 2006         |                | *.des            | Designer             |
| Corel      | Designer 14 (X4) | 2008         |                | *.des            | Designer             |
| Corel      | Designer 15 (X5) | 2010         |                | *.des            | Designer             |
| Corel      | Designer 16 (X6) | 2013         |                | *.des            | Designer             |
| Corel      | Designer X7      | 2015         |                | *.des            | Designer             |
| Corel      | Designer 2017    | 2017         |                | *.des            | Designer             |
| Corel      | Designer 2018    | 2018         |                | *.des            | Designer             |
| Corel      | Designer 2019    | 2019         |                | *.des            | Designer             |
| Corel      | Designer 2020    | 2020         |                | *.des            | Designer             |
| Corel      | Designer 2021    | 2021         |                | *.des            | Designer             |
| Corel      | Designer 2022    | 2022         |                | *.des            | Designer             |
| Corel      | Designer 2023    | 06.03.2023   | V24.3          | *.des            | Designer             |
| Corel      | Designer 2024    | 04.03.2024   | V25.0          | *.des            | Designer             |
| Corel      | Designer 2025    | März 2025    | V26.0          | *.des            | Designer             |

Im Normalfall können die alten Formate über wenigstens zwei Versionen hinweg gelesen werden.
Der Import von alten Dateien führt manchmal zu Veränderungen in der Zeichnung.